# Kanton Saint-Hilaire-du-Harcouët
Der Kanton Saint-Hilaire-du-Harcouët ist seit 1790 ein französischer Wahlkreis im Arrondissement Avranches, im Département Manche und in der Region Normandie; sein Hauptort ist Saint-Hilaire-du-Harcouët.
Der Kanton Saint-Hilaire-du-Harcouët hatte zum 1. Januar 2022 insgesamt 18.915 Einwohner.

## Gemeinden
Der Kanton besteht aus 15 Gemeinden mit insgesamt 18.915 Einwohnern (Stand: 1. Januar 2022) auf einer Gesamtfläche von 334,95 km²:
| Gemeinde                         | Einwohner 1. Januar 2022 | Fläche km² | Dichte Einw./km² | Code INSEE | Postleitzahl |
| -------------------------------- | ------------------------ | ---------- | ---------------- | ---------- | ------------ |
| Buais-Les-Monts                  | 612                      | 24,73      | 25               | 50090      | 50640        |
| Grandparigny                     | 2.623                    | 34,61      | 76               | 50391      | 50600        |
| Hamelin                          | 109                      | 2,46       | 44               | 50229      | 50730        |
| Lapenty                          | 382                      | 14,89      | 26               | 50263      | 50600        |
| Le Mesnillard                    | 251                      | 9,75       | 26               | 50315      | 50600        |
| Les Loges-Marchis                | 1.028                    | 19,78      | 52               | 50274      | 50600        |
| Montjoie-Saint-Martin            | 250                      | 7,49       | 33               | 50347      | 50240        |
| Moulines                         | 281                      | 7,41       | 38               | 50362      | 50600        |
| Saint-Aubin-de-Terregatte        | 651                      | 20,96      | 31               | 50448      | 50240        |
| Saint-Brice-de-Landelles         | 651                      | 14,77      | 44               | 50452      | 50730        |
| Saint-Hilaire-du-Harcouët        | 5.735                    | 46,97      | 122              | 50484      | 50600, 50730 |
| Saint-James                      | 4.966                    | 86,41      | 57               | 50487      | 50240        |
| Saint-Laurent-de-Terregatte      | 645                      | 16,35      | 39               | 50500      | 50240        |
| Saint-Senier-de-Beuvron          | 329                      | 11,21      | 29               | 50553      | 50240        |
| Savigny-le-Vieux                 | 402                      | 17,16      | 23               | 50570      | 50640        |
| Kanton Saint-Hilaire-du-Harcouët | 18.915                   | 334,95     | 56               | 5021       | –            |

Bis zur Neuordnung bestand der Kanton Saint-Hilaire-du-Harcouët aus den 12 Gemeinden Chèvreville, Lapenty, Les Loges-Marchis, Martigny, Le Mesnillard, Milly, Moulines, Parigny, Saint-Brice-de-Landelles, Saint-Hilaire-du-Harcouët, Saint-Martin-de-Landelles und Virey. Sein Zuschnitt entsprach einer Fläche von 148 km2.

## Veränderungen im Gemeindebestand seit der landesweiten Neuordnung der Kantone
2017: 
- Fusion Argouges, Carnet, La Croix-Avranchin, Montanel, Saint-James, Vergoncey und Villiers-le-Pré → Saint-James

2016: 
- Fusion Buais und Saint-Symphorien-des-Monts → Buais-Les-Monts
- Fusion Chèvreville, Martigny, Milly und Parigny → Grandparigny
- Fusion Saint-Hilaire-du-Harcouët, Saint-Martin-de-Landelles und Virey → Saint-Hilaire-du-Harcouët